# Marquesado de Casa Alta
El marquesado de Casa Alta es un título nobiliario español creado por Real despacho el 16 de febrero de 1775 por el rey Carlos III, a favor de Juan Antonio de Madariaga y Arostegui, caballero de la Orden de Santiago. Este título fue rehabilitado, en 1981, por el rey Juan Carlos I a favor de Rafael de Madariaga y Heredia.

## Marqueses de Casa Alta
|                                  | Titular                                | Periodo                 |
| Creación por Carlos III          | Creación por Carlos III                | Creación por Carlos III |
| -------------------------------- | -------------------------------------- | ----------------------- |
| I                                | Juan Antonio de Madariaga y Arostegui  | 1775-1797               |
| II                               | José Juan Madariaga y Arzueta          | 1797-1822               |
| III                              | Juan de Madariaga y Llano              | 1822-1840               |
| IV                               | José Chinchilla y Madariaga            | 1859-1875               |
| V                                | María de los Dolores Chinchilla y Paz  | 1877-1894               |
| VI                               | Carlos Sánchez de Neyra y Chinchilla   | 1897-1921               |
| Rehabilitación por Juan Carlos I |                                        |                         |
| VII                              | Rafael de Madariaga y Heredia          | 1981-1994               |
| VIII                             | Manuel Martín de Madariaga             | 2000-2022               |
| IX                               | Manuel María Martín-Madariaga y Castro | 2022-actual titular     |

## Historia de los marqueses de Casa Alta

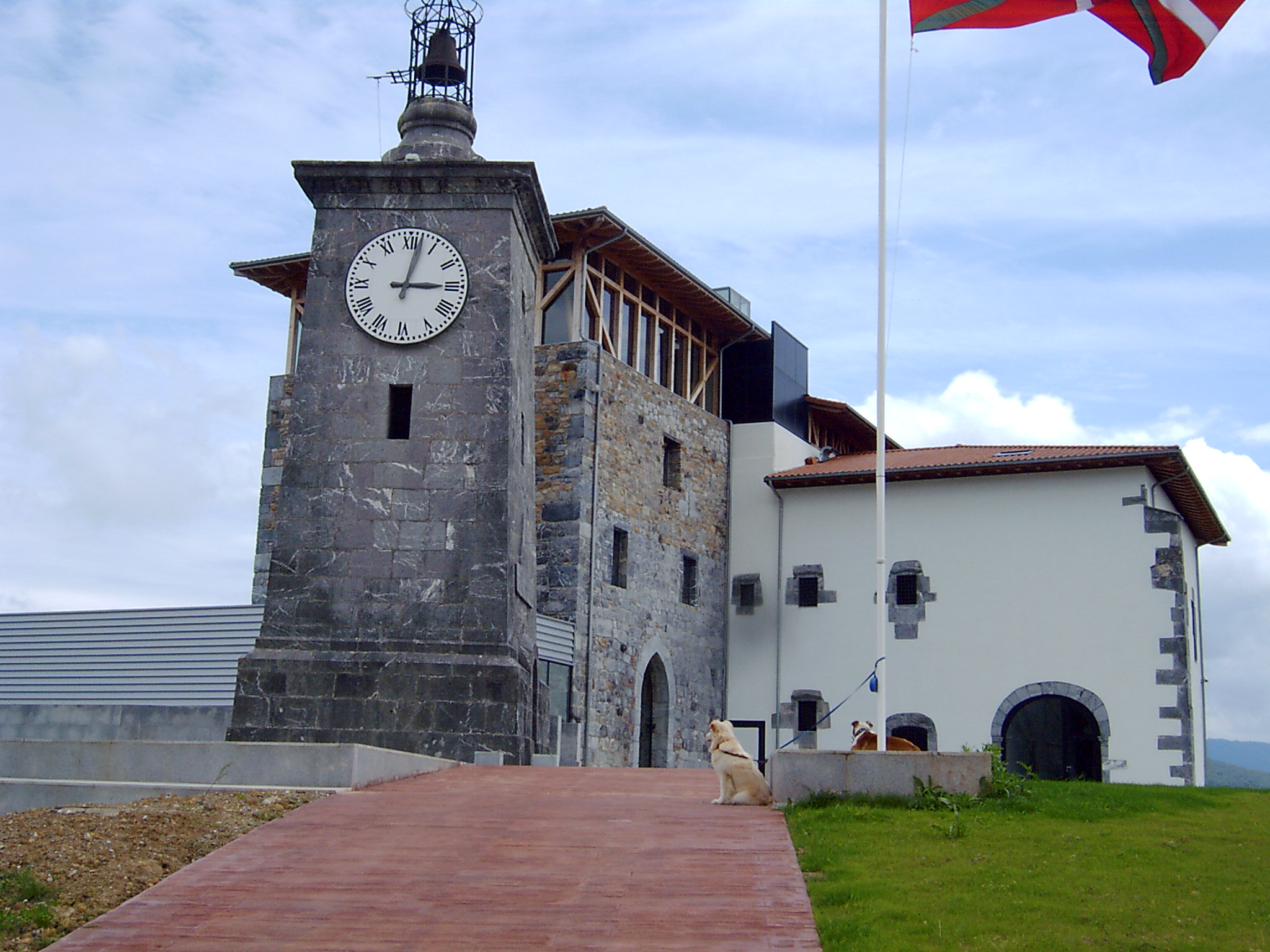
Torre de Madriaga en Busturia (Vizcaya), de donde eran señores la familia Madariaga

- Juan Antonio de Madariaga y Arostegui (1720-1797), I marqués de Casa Alta,[1] hijo de Andrés Madariaga y Francolín de Larrazabal, señor de la Torre de Madariaga, en Busturia (Vizcaya) y de Ángela Arostegui y Urza.

Casó con Isabel Arzueta y Eranzano. Le sucedió su hijo:
- Juan Felipe de Madariaga y Arzueta (1753-1822), II marqués de Casa Alta.[1]

Casó con Petronila de Llano y Fernández, II condesa de Torre Alegre. Le sucedió su hijo:
- Juan Antonio de Madariaga y Llano (1773-1840), III marqués de Casa Alta.[1]

Casó con Antonia Castillo y Sánchez. En m20 de junio de 1859, le sucedió su sobrino, hijo de su hermana Rafaela de Madariaga y Llano:
- José Chinchilla y Madariaga (1817-1875), IV marqués de Casa Alta.[1]

Casó con Concepción Paz y Tamariz. En 6 de junio de 1877, le sucedió su hija:
- María de los Dolores Chinchilla y Paz (1864-1894), V marquesa de Casa Alta.[1]

Casó con Pedro Sánchez de Neyra y Castro. En 18 de mayo de 1897, le sucedió su hijo:
- Carlos Sánchez de Neyra y Chinchilla (1890-1921),  VI marqués de Casa Alta.[1]

Rehabilitado por:
- Rafael de Madariaga y Heredia (f. 1994), VII marqués de Casa Alta.[1]

En 7 de marzo de 2002, le sucedió su sobrino:
- Manuel Martín de Madariaga (1935-2022), VIII marqués de Casa Alta.[1]

Casó con María Paz Castro Gallardo. Sucedió su hijo:
- Manuel María Martín-Madariaga y Castro, IX marqués de Casa Alta.[2]